# Ruth Mazo Karras

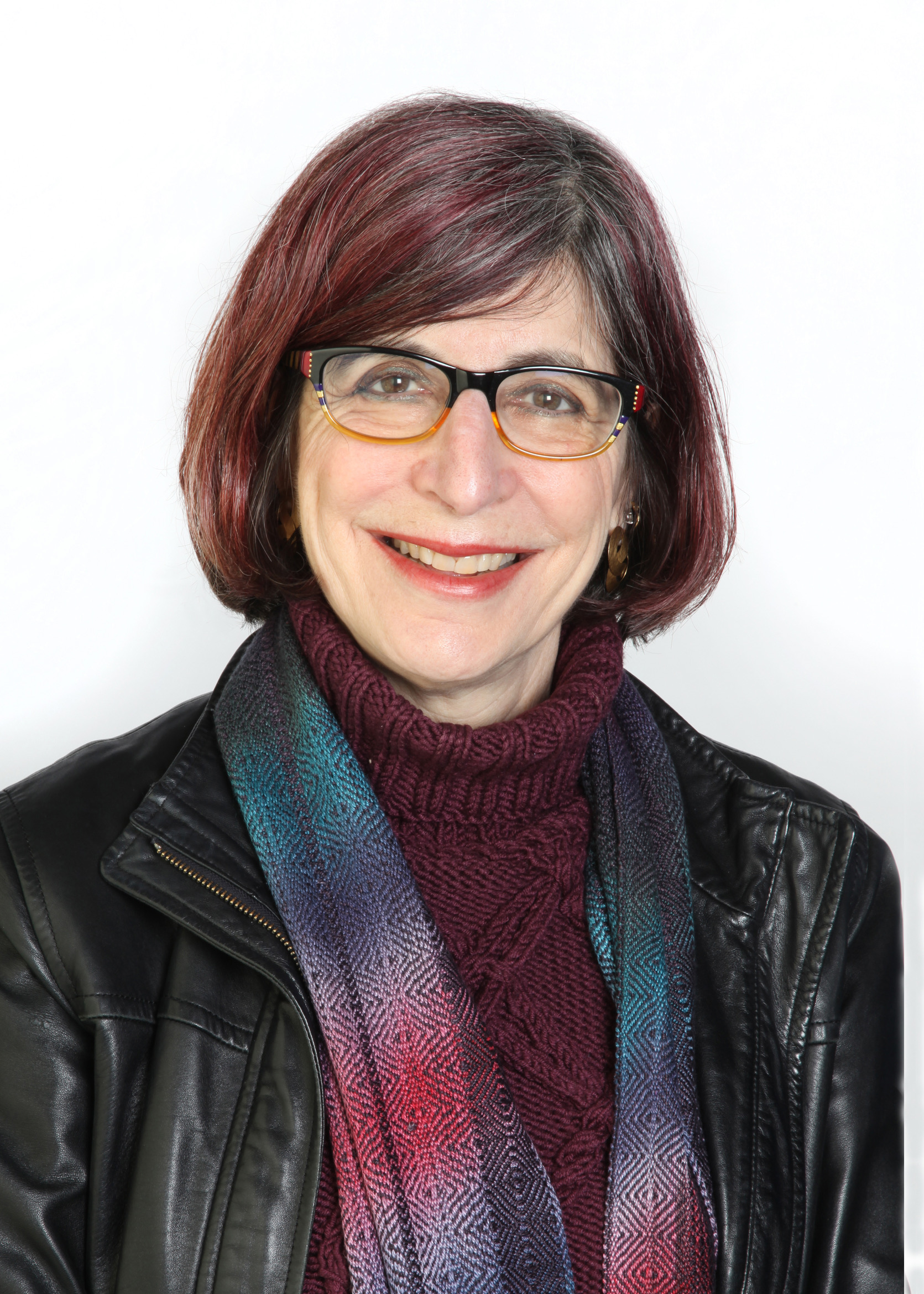
Ruth Mazo Karras 2020

Ruth Mazo Karras (geboren 23. Februar 1957) ist eine US-amerikanische Historikerin und Mittelalterforscherin. Ihre Forschungsschwerpunkte sind Prostitution, Männlichkeit und eheähnliche Beziehungen im Mittelalter. Auf diesen Gebieten hat sie mehrere Bücher veröffentlicht. Sie gilt als Pionierin in der Erforschung der Prostitution im Mittelalter. Seit 2018 hat sie die Lecky Geschichtsprofessur  am Trinity College Dublin inne. 

## Leben
Ruth Mazo Karras studierte Geschichte an der Yale University (B.A. 1979). Im Anschluss machte sie 1981 einen Master of Philosophy (MPhil) in europäischer Archäologie an der University of Oxford sowie einen MPhil in Geschichte in Yale. In Yale wurde sie 1985 über Sklaverei und Gesellschaft im mittelalterlichen Schweden promoviert. Ihre Dissertation veröffentlichte sie 1988.
In den folgenden Jahren etablierte sich Karras als Pionierin in der Erforschung der Prostitution im Mittelalter. Sie lehrte als Professorin für Geschichte des Mittelalsters und Frauengeschichte an der Temple University in Philadelphia. Im Anschluss wurde sie Professorin und schließlich Leiterin der Abteilung Geschichtswissenschaft an der University of Minnesota, wo sie auch die Auszeichnung Distinguished Teaching Professor of History erhielt. Im Frühjahrssemester 2018 war sie „visiting fellow“ am Institute for Medieval Studies der University of St Andrews in Schottland. Seit 2018 hat Karras die Lecky Geschichtsprofessur am Trinity College Dublin, Irland, und ist Leiterin der Abteilung für Geschichte.
Karras hatte und hat verschiedene professionelle Funktionen inne. Seit 1995 wirkt sie als General Editor der Middle Ages Series der University of Pennsylvania Press. Für die American Historical Association war sie von 2006 bis 2009 im Committee on Committees tätig und von 2016 bis 2018 im Board of Editors. Von 2005 bis 2008 war sie Präsidentin der Berkshire Conference of Women Historians. Seit 2009 ist sie Fellow der Medieval Academy of America. 2019 wurde sie zur Präsidentin der Medieval Academy of America gewählt.

## Auszeichnungen
- 2012 Joan Kelly Memorial Prize der American Historical Association für das Buch Unmarriages. Women, men, and sexual unions in the Middle Ages[11]

## Publikationen

### Monografien
- Slavery and society in medieval Scandinavia. Yale University Press, New Haven 1988, ISBN 0-300-04121-7.
- Common women. Prostitution and sexuality in Medieval England. Oxford University Press, New York 1996, ISBN 0-19-506242-6.
- From boys to men. Formations of masculinity in late medieval Europe. University of Pennsylvania Press, Philadelphia 2003, ISBN 0-8122-3699-8.
- Unmarriages. Women, men, and sexual unions in the Middle Ages. University of Pennsylvania Press, Philadelphia 2012, ISBN 978-0-8122-4420-5.
- Sexuality in Medieval Europe. Doing unto others. Routledge, New York 2005, ISBN 0-415-28962-9.
  - Deutsche Übersetzung: Sexualität im Mittelalter. Düsseldorf 2006, ISBN 978-3-538-07230-5.
- Thou art the man. The masculinity of David in the Christian and Jewish middle ages. University of Pennsylvania Press, Philadelphia 2021, ISBN 978-0-8122-5302-3.

### Als Herausgeberin
- Ruth Mazo Karras, Joel Kaye, E. Ann Matter (Hrsg.): Law and the illicit in Medieval Europe. University of Pennsylvania Press, Philadelphia, PA 2008, ISBN 978-0-8122-4080-1.
- Judith M. Bennett, Ruth Mazo Karras (Hrsg.): The Oxford handbook of women and gender in medieval Europe. Oxford University Press, Oxford 2013, ISBN 978-0-19-958217-4.
- Elisheva Baumgarten, Ruth Mazo Karras, Katelyn Mesler (Hrsg.): Entangled histories. Knowledge, authority, and Jewish culture in the thirteenth century. PENN University of Pennsylvania Press, Philadelphia 2017, ISBN 978-0-8122-4868-5.